# Штернберг, Майя Борисовна
Майя Борисовна Штернберг (в замужестве Майя Косман, англ. Maya Kossman; 24 октября 1920, Харьков, УССР — 22 февраля 2016, Нью-Йорк, США) — советский и американский ботаник, физиолог растений; переводчик, научный редактор (после августовской сессии ВАСХНИЛа).

## Биография
Родилась 24-го июня 1920 в Харькове. В возрасте 4 лет переехала с семьёй в Москву.
Физиолог растений, последовательница Д. А. Сабинина, пострадала во время лысенковщины. Как и Ю. Л. Цельникер, успела защитить кандидатскую диссертацию накануне августовской сессии ВАСХНИЛа, в июне 1948 года.
"Занималась физиологией важной на тот момент сельскохозяйственной культуры —тунга, также должна была включиться в многообещающие исследования активности синтетических гормонов растений, и была уволена с кафедры физиологии растений МГУ с формулировкой «с целью укрепления кафедры» сразу после августовской сессии ВАСХНИЛа. После увольнения зарабатывала на жизнь переводами и редактированием научных книг, и только в 1952 году смогла устроиться на постоянную работу в только что созданный ВИНИТИ, ставший приютом для многих изгнанных из науки в результате разных «сессий» — аналогов сессии ВАСХНИЛ.
В 1955 году подписала «Письмо трёхсот», ставшее причиной отставки Лысенко с поста президента ВАСХНИЛ.
В её переводах или под её редакцией вышли многие важные для развития отечественной науки переводные монографии — например, «Культура растительных тканей» Ф. Р. Уайта, «Ритмы физиологических процессов» Э. Бюннинга, «Биохимия нуклеиновых кислот» Дж. Дэвидсона, учебник «Биология» К. Вилли (впоследствии широко известный у нас в стране в более поздних изданиях как «Биология» Вилли и Детье).
Жила и работала в Москве вплоть до 1972 года. Эмигрировала из Советского Союза с мужем и двумя детьми в 1972 году. Провела год (1972—1973) в Израиле. С 1973-го года жила в США: первый год (1973) — в Кливленде (Огайо), с 1974 до конца жизни — в Нью-Йорке.
В США  продолжала работать редактором научных изданий в Academic Press.

## Семья
Отец Майи — Борис Акимович Штернберг (1886—1937), инженер, бывший член "Бунда", начальник Управления водопроводно-канализационного хозяйства Моссовета, был арестован и расстрелян в 1937 году как «враг народа», похоронен в Коммунарке.
После расстрела отца, 20 января 1938 года, её мать, Евгения Яковлевна Штернберг (Кокель) (1888—1970), микробиолог по профессии, была арестована и приговорена к сроку в исправительно-трудовом лагере как «член семьи врага народа». Во время Холокоста в Ровно погибла её бабушка Роза Кокель и много других членов её семьи. В начале войны Майя была эвакуирована в Кзыл-Орду (Казахстан), в 1944 г. вернулась в Москву.
Mуж, Леонид Косман, был в эмиграции журналистом, филологом, лингвистом, автором учебников по немецкой фразеологии, английскому языку и грамматике для русскоязычных, первый раз эмигрировавшим из революционной России в раннем детстве (в 1918). В 1941-м г. ему удалось бежать из Латвии за три дня до оккупации Риги гитлеровской армией. Все оставшиеся члены его семьи, включая жену (Терезу Якоби) и мать (Рут Бренсон), погибли в Холокосте в Риге.
Сын: Косман, Михаил Леонидович — поэт, прозаик, переводчик поэзии и литературовед
Дочь: Косман, Нина Леонидовна — поэт, прозаик, художник, переводчик стихов, редактор.

## Память
В октябре 2022 г. на биофаке МГУ установили мемориальную доску памяти жертв лысенковщины. Среди многих имён, на ней стоят имена Майи Борисовны Штернберг и её учителя Д. А. Сабинина.

## Избранные научные публикации
1. Штернберг М. Б. «О возможном участии ростовых веществ и нуклеиновых кислот в механизме действия фитохрома»
«The Possible Participation of Growth Stimulants and Nucleic Acids in the Mechanism of the Action of Phytochrome» in Google Books
2. М. Б. Штернберг «Особенности морфогенетических процессов плагиотропных побегов» (Доклады АН СССР,1951,#3,507)
3. Штернберг М. Б. «Структура кроны моноподиальных и симподиальных деревьев —Бюллетень Московского общества научных исследователей» — М. 1953, #1, 63
4. Штернберг М. Б. «Влияние ориентации эмбрионального листа плагиотропного побега на рост листовой пластинки» (Ботанический журнал [СССР], 1956, 61, № 3, 51
5. Штернберг М. Б. «Особенности физиологии плагиотропных побегов плодовых деревьев» — Ботанический журнал [СССР], 1957, 42 № 7, 1079
6. Штернберг М. Б. «О корреляционном ингибировании роста растений» — Ботанический журнал [СССР] 1963, 48 — 273
7. Штернберг М. Б. "Биохимия и физиология растений´- Руководство к реферированию научной литературы по ботанике, физиологии растений, растениеводству, лесоводству, почвоведению и агрохимии — М. 1964
8. Штернберг М. Б. «О возможном участии ростовых веществ и нуклеиновых кислот в меьанизме действия фитохрома» в "Регуляторы роста растений и нуклеиновый обмен) Академия Наук СССР. Москва: Издательство Наука, 1965 г.
9. Штернберг М. Б. «Современное развитие идей Д. Сабинина о ритмах роста растений» (Известия АН СССР, серия биология, 1971, № 6, 850)

## Избранные научные переводы / книги
Ф. Р. Уайт, Культура растительных тканей. — Пер. с английского М. Б. Штернберг М. Издательство «Иностранная литература»- 1949.
Рейнер, М.С. Роль микориз в питании деревьев Текст. — М.С. Рейнер, В. Нельсон-Джонс — Пер. с англ. М. Б. Штернберг. М. ИЛ. — 1949. 236
Крокер В. Рост растений — М.: Издательство иност. литературы. 1950. 359 с.
E. Бюннинг, Ритмы физиологических процессов («Физиологические часы») Пер. с немецкого М. Б. Штернберг. — М. Издательство «Иностранная литература», 1961
Дж. Н. Дэвидсон, Биохимия нуклеиновых кислот — М. Издательство «Мир», 1952 [1-е издание], 1968 [5-е издание]
К. Вилли, Биология (Растения), Москва — Издательство «Мир», 1968
Англо-русский биологический словарь: Физиология растений. — М. 1963 Академия наук «Наука», Москва — Большая советская энциклопедия (раздел «Биология»